# Mōdraniht
Mōdraniht, staroanglicky „noc matek“, je zimní anglosaský svátek. Je zmiňován na počátku 7. století Bedou Ctihodným v jeho díle De temporum ratione „O počítání času“, který uvedl že pohané na nový rok provádí oběť spojenou s tím svátkem.
Germanista Rudolf Simek spojuje Mōdraniht se zimním svátkem Jule, známým i u dalších germánských národů. Zároveň připomíná možnou souvislost s kultem bohyň zvaných Matres doloženým v pozdní antice v Germánii, východní Galii i a severní Itálii, a se severským Dísablótem, obětí k uctění ženských božstev zvaných dísy.Vliv keltských tradic nepovažuje za pravděpodobnou, ale za možný jej považuje historik Carlo Ginzburg, který Matres spojuje s galskou bohyní koní Eponou a Mōdraniht s vánoční dvanáctidenním. Orientalista Frederick Cornwallis Conybeare na konci 19. století ztotožnil Mōdraniht se svátkem zimního slunovratu Midwinter.